# Batalla de Cartago (149 a. C.)
La batalla de Cartago fue el enfrentamiento final y decisivo de la tercera guerra púnica entre la ciudad púnica de Cartago en África (cercana a la actual Túnez) y la República romana. El asedio de Cartago duró dos años, y terminó en la primavera del año 146 a. C., con la destrucción total de la ciudad y el genocidio de sus habitantes.

## Desarrollo
Después de la declaración de guerra, un ejército romano bajo el mando del cónsul Manio Manilio desembarcó en el norte de África en 149 a. C., Cartago se rindió y entregó rehenes y armas. Sin embargo no fue suficiente y, tras la exigencia de los romanos de abandono y destrucción total de la ciudad, la facción cartaginesa que antes proponía un completo sometimiento a Roma no tuvo otro camino que su defensa a ultranza.
Los cartagineses mataron a todos los itálicos presentes en la ciudad, liberaron a los esclavos para que ayudaran en la defensa, pidieron el regreso a Asdrúbal el Beotarca y otros exiliados alejados para complacer a Roma o estar a favor de la rendición y con el pretexto de enviar una embajada a Roma consiguieron una moratoria de 30 días. Trancaron las puertas de la ciudad, reforzaron los muros y se dieron a rearmarse con todo el metal que podía servir. El desafío se prolongó durante dos años. 
El historiador alemán Karl Julius Beloch, basado en los números dados por las fuentes sobre las fuerzas cartagineses en distintas campañas o el número de sobrevivientes de su destrucción, rechaza los 700 000 habitantes que describió Estrabón y afirma que «es difícil creer que la ciudad contara anteriormente [a su destrucción] con más de 200.000 a 300.000 habitantes». Ocupaba un área de 300 a 343 hectáreas.
La historiadora alemana Sitta von Reden apoya la cifra de 200 000. Su colega austriaco Walter Scheidel dudaba si alguna vez la ciudad llegó a superar los 100 000 habitantes y el británico Colin McEvedy cree que la ciudad no pasaba de 50 000, es decir, que la mayoría de la población no murió en el asedio sino que se rindió. El profesor Herbert William Hess creía que tenía 200 000 habitantes en el siglo III a. C., y Tertius Chandler cree que la población creció de 50 000 a 150 000 habitantes entre 430 y 200 a. C..
Los cartagineses fraguaron alrededor de 300 espadas, 500 lanzas y 140 escudos. También produjeron más de 1000 proyectiles para las catapultas. Las mujeres donaron sus cabellos para hacer cuerdas para los arcos. Según Apiano, consiguieron movilizar una fuerza de 30 000 hombres. El cronista también menciona que el ejército romano se componía de 80 000 infantes y 4000 jinetes, pero historiadores modernos reducen la cifra a 30 000 a 40 000 en total, aunque aceptan el número de caballería.
Los romanos eligieron al joven, pero popular, Escipión Emiliano como cónsul, habilitando una ley especial para ser admitido a pesar de la restricción de edad. Escipión restauró la disciplina, derrotó a los cartagineses en Neferis, y sitió la ciudad de cerca, más la construcción de una presa para bloquear el puerto.
Sobre la primavera del año 146 a. C., los romanos rompieron al fin las murallas de la ciudad pero no encontraban una manera efectiva de tomarla. Cada edificio, casa y el templo se habían convertido en una fortaleza y cada cartaginés había tomado las armas. Los romanos se vieron obligados a moverse lentamente, capturar la ciudad casa por casa, calle por calle y luchar contra cada soldado cartaginés guiado por la desesperación. Finalmente, después de horas y horas de combates casa por casa, los cartagineses se rindieron. Se estima que 50 000 habitantes supervivientes fueron vendidos como esclavos. A continuación, se niveló la ciudad. La tierra que rodeaba Cartago fue finalmente declarada ager publicus (tierras públicas), y se compartió entre tanto con los agricultores locales como con los colonos romanos.

## Consecuencia
Antes del final de la batalla, un acontecimiento dramático tuvo lugar: 900 supervivientes, la mayoría de ellos desertores romanos, habían encontrado refugio en el templo de Eshmún, en la ciudadela de Birsa, a pesar de que ya se estaba quemando. Negociaron así su rendición, pero Escipión Emiliano expresó que el perdón era imposible ya fuere para Asdrúbal, el general que defendió la ciudad, como para los desertores. Asdrúbal llegó más tarde a la ciudadela a rendirse y orar por la misericordia (pues había torturado a prisioneros romanos frente al ejército romano). En ese momento la mujer de Asdrúbal supuestamente salió con sus dos hijos, insultó a su marido, sacrificó a sus hijos y saltó con ellos al fuego que los desertores habían comenzado. Los desertores, consternados, se arrojaron también a las llamas, provocando el llanto de Escipión Emiliano. Recitó una oración de la Ilíada de Homero: «día vendrá en que perezcan la sagrada Ilión, Príamo y su pueblo armado con lanzas de fresno», una profecía sobre la destrucción de Troya, que podría aplicarse ahora a finales de Cartago. Escipión declaró que el destino de Cartago podría ser un día el de Roma.

### Primaria
Los libros son citados en números romanos y capítulos y párrafos en números arábigos. Entre paréntesis se usaron los apellidos de los editores o traductores de las ediciones usadas para indicar las páginas. 
- Apiano. Guerras Púnicas, volumen 8 de su Historia Romana. En White, Horace (1899). The Roman History of Appian of Alexandria: The foreign wars (en inglés) 1. Londres: George Bell and Sons. Véase también en White, Horace. Appian: The Roman History: the Foreign Wars (en inglés) 1. Cambridge: Harvard University Press.
- Estrabón. Geografía. Libro XVII. En Falconer, W. (1889). The Geography of Strabo (en inglés) 3. Londres: George Bell and Sons.
- Homero. Ilíada. Libro VI. En Segalá y Estalella, Luis (1910). La Ilíada. Barcelona: Montaner.
- Polibio. Historias. Libro XVIII. En Paton, William Roger (1927). Polybius: The Histories (en inglés) 6. Cambridge: Harvard University Press.

### Moderna
- Beloch, Karl Julius (1886). Die Bevölkerung der griechisch-römischen Welt (en alemán). Leipzig: Verlag von Duncker & Humblot.
- Campbell, Duncan B. (2006). Besieged: siege warfare in the ancient world (en inglés). Oxford: Osprey Publishing. pp. 113-114. ISBN 1-84603-019-6.
- Chandler, Tertius (1987). Four Thousand Years of Urban Growth (en inglés). Lewiston: St. David's University Press.
- Goldsworthy, Adrian (2006). The Fall of Carthage: The Punic Wars 265–146 BC (en inglés). Londres: Phoenix. ISBN 978-0-304-36642-2.
- Hanson, J. W. (2016). An Urban Geography of the Roman World, 100 BC to AD 300 (en inglés). Oxford: Archaeopress Publishing Limited. ISBN 9781784914738.
- Hess, Herbert William (1923). Creative Salesmanship: Scientific Ideas for Salesmen, Salesmanagers and Sales Administrators (en inglés). Londres: J. P. Lippincott.
- Lassère, Jean-Marie (1978). Ubique populus: Peuplement et mouvements de population dans l'Afrique romaine de la chute de Carthage à la fin de la dynastie des Sévères (146 a.C.-235 p.C.) (en francés). París: CNRS Éditions. ISBN 9782271097460.
- Le Bohec, Yann (2015). «The "Third Punic War": The Siege of Carthage (148–146 BC)».  En Dexter Hoyos, ed. A Companion to the Punic Wars (en inglés). Chichester: John Wiley & Sons. pp. 430-446. ISBN 978-1-1190-2550-4.
- McEvedy, Colin (2011). Cities of the Classical World An Atlas and Gazetteer of 120 Centres of Ancient Civilization (en inglés). Londres: Penguin. ISBN 9780141967639.
- Scheidel, Walter (2008). «Demography». The Cambridge economic history of the Greco-Roman world (en inglés). Cambridge: Cambridge University Press. pp. 38-86. ISBN 9781139054140.
- Von Reden, Sitta (2015). Antike Wirtschaft (en alemán). Berlín: De Gruyter. ISBN 9783486852622.

36°51′11″N 10°19′23″E / 36.8531, 10.3231
- Datos: Q815160
- Multimedia: Siege of Carthage (Third Punic War) / Q815160